# 瀧波ユカリ
瀧波 ユカリ（たきなみ ゆかり、1980年3月28日 - ）は、日本の漫画家、文筆家、エッセイスト、ラジオパーソナリティ、マルチタレント。北海道釧路市出身、東京都在住。

## 概要
日本大学芸術学部写真学科を卒業後、2004年に4コマ漫画『臨死!!江古田ちゃん』で漫画家デビュー。同作はテレビドラマ化・アニメ化される人気作となった。他に、テレビドラマ化された『モトカレマニア』や、実母のがん闘病と看取りを描き米アイズナー賞の最優秀国際賞アジア部門にノミネートされた実録漫画『ありがとうって言えたなら』など著作多数。現在連載中の『わたしたちは無痛恋愛がしたい 〜鍵垢女子と星屑男子とフェミおじさん〜』は「このマンガがすごい!2023」のオンナ編第10位に選出された。
漫画・エッセイの執筆の他に、ラジオパーソナリティやテレビのコメンテーター、フェミニズムやジェンダーをテーマとする講演活動、ファッションブランド「KENZO」のコレクター、伊丹十三の分析・解説など、活動は多岐にわたる。2011年から10年間を札幌市で過ごした後、現在は東京都在住。既婚者で一児の母。

## 来歴
札幌市に生まれ、小学校から高校卒業までを釧路市で過ごす。北海道釧路湖陵高等学校卒業後にHIROMIXに影響され日本大学芸術学部写真学科に進学。卒業後は東京でフリーターをする。
2004年にアフタヌーン四季賞冬のコンテストにおいて、『臨死!!江古田ちゃん』が四季大賞を受賞し、漫画家デビューした。同賞史上初めての4コマ漫画による大賞受賞となった。受賞作は『月刊アフタヌーン』にて即連載化された。独特の自虐や社会風刺、「猛禽」という女性カテゴリの提起などで注目を集める。
2008年、『臨死!!江古田ちゃん』が第12回文化庁メディア芸術祭のマンガ部門審査委員会推薦作品に選出された。また、2009年11月20日放送のラジオ番組『一青窈と江古田ちゃんのオールナイトニッポンR』に出演し、一青窈と共にパーソナリティを務めた。
2011年、『臨死!!江古田ちゃん』がテレビドラマ化、テレビアニメ化。
2013年、朝日新聞出版『AERA』の人物ルポ連載「現代の肖像」にて特集された。
2014年、犬山紙子との共著『女は笑顔で殴りあう マウンティング女子の実態』を刊行。本書において、女性同士の関係性の中で「自分の方が立場が上」であると思いたいために言葉や態度で自分の優位性を誇示してしまう現象を「マウンティング」と定義した。
2015年から翌年にかけて、NHK BS1『アジアで花咲け!なでしこたち』にレポーターとして2度出演し、ケニアと中国で日本人女性を取材した。
2019年、『モトカレマニア』がフジテレビにて連続ドラマ化、『臨死!!江古田ちゃん』も2度目のTVアニメ化となった。また、ユニ・チャームの生理用品ブランド・ソフィによる『#NoBagForMe』プロジェクトのメンバーとなり、ハヤカワ五味、菅本裕子（ゆうこす）、あっこゴリラ、塩谷舞と共に活動した。
2020年、文化庁メディア芸術祭小樽展にて詩人の三角みづ紀との滞在制作『漫画 × 詩 Narrative Live』を発表。
2021年、実母のがん闘病と看取りを描いた実録漫画『ありがとうって言えたなら』がアイズナー賞の最優秀国際賞アジア部門にノミネートされた。
2022年、『わたしたちは無痛恋愛がしたい 〜鍵垢女子と星屑男子とフェミおじさん〜』が「このマンガがすごい!2023」のオンナ編第10位に選出された。また同年6月より、津田大介による政治メディアサイト「ポリタスTV」にて番組『瀧波ユカリのなんでもカタリタスTV』を開始し、プレゼンターを務める。
2023年からはバラエティ番組『上田と女が吠える夜』のゲストや、news zeroやワイドナショーといったニュース番組のコメンテーターなど、地上波メディアへの出演も増えている 。
2024年4月より、イシヅカユウと共にポッドキャスト番組『どっちが好きなの？』をスタートした。

## 人物
- 既婚者で一児の母。東日本大震災を契機に家族で札幌市に移住していたが[13]、2021年末より東京に再移住している[14]。

- ファッションブランド「KENZO」のヴィンテージアイテムのコレクターとしても知られ、オンラインメディアFashionsnap.comなど複数の媒体で取り上げられている。[15][16][17]

- フェミニストとしての伊丹十三に着目し、分析や解説を行っている[18][19][20]。2023年11月、伊丹十三記念館の企画展『伊丹十三の「食べたり、呑んだり、作ったり。』にて、映画『タンポポ』(1985年)で瀕死の母親が作る「最期のチャーハン」を瀧波流のアレンジで披露する映像が公開された。[21]

- 瀧波家のルーツは新潟県村上市で、曽祖父の代で根室市、祖父の代で札幌市に移住した。父は元ジャズドラマーで、すすきのでバーやパブを経営し、従業員だった母と結婚した。その後事業の拠点を釧路市に移し、同地で育った[22]。兄は釧路市末広町でオリエンタルプラザなどを運営する東洋ビル開発の社長を務めている[23]。

- 小学校低学年くらいからコマを割って漫画を描いており、『江古田ちゃん』はもともと大学の部室のノートに描いていた漫画だという。夢は「江古田ちゃん」のフィギュア化（『月刊アフタヌーン』の付録[いつ?]で）。

## 作品リスト

### 漫画
- 臨死!!江古田ちゃん（2005年 - 2014年、月刊アフタヌーン、講談社）全8巻
- 毎日jp 勝間和代のクロストーク:feat.瀧波ユカリ　勝間和代のコラムの4コマ漫画
- あさはかな夢みし（2014年 - 2017年、月刊アフタヌーン、講談社）全3巻
- モトカレマニア（2017年 - 2021年、Kiss、講談社）全6巻
- ありがとうって言えたなら（2018年、CREA WEB、文藝春秋社） - コミックエッセイ
- わたしたちは無痛恋愛がしたい 〜鍵垢女子と星屑男子とフェミおじさん〜（2021年 - 連載中、&Sofa、講談社）既刊7巻

### エッセイ
- コラム『乙女ノ姿シバシトドメム』（『シティリビング』にて連載、書籍未収録）
- はるまき日記（2012年、別冊文藝春秋、文藝春秋社） - 育児エッセイ＋漫画。
- 女もたけなわ（2010年2月号 - 連載中、GINGER、幻冬舎）エッセイ+漫画。
- オヤジかるた　女子から贈る、飴と鞭。（2014年、週刊文春、文藝春秋社） - エッセイ
- 30と40のあいだ（2018年、幻冬舎）
- しあわせ最前線（2024年〜、東京新聞ほか） - エッセイ+イラスト。

### 共著
- 女は笑顔で殴りあう　マウンティング女子の実態（犬山紙子共著、2014年、筑摩書房）

### イラストなど
- 遭難、（本谷有希子、2006年）上演チラシイラスト。書籍化の際に同じ絵がカバーイラストに使われた。
- さよなら絶望先生（久米田康治原作、新房昭之監督、2007年）第9話エンドカード
- 内股ピンポンダッシュ（本谷有希子との対談、SPA!誌上で連載、2008年）

その他、アンソロジー『猫本』にも参加。

## メディア出演

### ラジオ
- 一青窈と江古田ちゃんのオールナイトニッポンR（2009年11月20日27:00-29:00、ニッポン放送）[24] - パーソナリティ
  - ラジオドラマ「臨死!!江古田ちゃんinオールナイトニッポン」も放送、オールナイトニッポンモバイルにて有料配信もされている。
- アシタノカレッジ(2022年6月17日、TBSラジオ）
- Adam by GMO presents ゲージュツ爆発チャンネル!（2022年12月4日から全4回、TBSラジオ）
- TOKYO SPEAKEASY（2023年8月10日、TOKYO FM）穂村弘との共演
- バービーとおしんり研究所（2024年7月のマンスリーパートナー。TBSラジオ）

### テレビ
- アジアで花咲け!なでしこたち（2015年12月9日・2016年3月3日、NHK BS1）
- 上田と女が吠える夜（2023年2月22日、10月11日、日本テレビ）
- news zero（2023年2月10日、日本テレビ）
- ワイドナショー（2024年5月19日、10月20日、フジテレビ)
- 上田と女がDEEPに吠える夜（2024年6月11日、6月18日、日本テレビ）
- DayDay.（2024年7月10日、日本テレビ）

### ネット番組
- ポリタスTV『瀧波ユカリのなんでもカタリタスTV』（2022年6月〜）

## 講演
- わたしたちの「痛み」の話をしよう 〜すべての女性のための人生講座〜（2024年6月16日藤井寺市、市民総合会館別館）藤井寺市人権のまちづくり協会、藤井寺市共催。[25]
- 痛みはここにある 瀧波ユカリ×菅原亜都子(2024年6月２3日中標津市、中標津経済センターなかまっぷ）NHK札幌放送局主催。[26]
- いつか「私の人生なんだったの？」にならないために、いま私たち女性の「痛み」の話をしよう。（2024年9月14日札幌市、札幌駅前通地下歩行空間）NoMaps主催。
- 「力の差」と「ジェンダー」から考える、子どもたちの「痛み」の話（2024年9月15日札幌市、北海道高等学校教職員センター）北海道高等学校教職員組合養護教員部主催。
- わたしたちの日常にある「モヤモヤ」と「痛み」と「言葉」の話（2024年11月23日草加市、草加市文化会館）草加市主催。[27]
- 小さなことなんかじゃない 女性の人生にある痛みの話（2024年11月24日春日部市、ハーモニー春日部）ハーモニーフェスタ実行委員会、春日部市共催。
- 瀧波ユカリ ジェンダートーク 「江古田ちゃん」から「無痛恋愛」へ（2025年3月8日静岡市、静岡市女性会館）静岡市女性会館主催。
- 夫婦の幸せってなんだろう？日々のモヤモヤからDVまで（2025年3月9日名古屋市、オアシス21）NPO法人LivEQuality HUB主催。